# الجذع الطائر
الجذع الطائر هي قصة خرافية أدبية للشاعر والكاتب هانز كريستيان أندرسن عن شاب يحمل جذعاً طائراً ينقله إلى تركيا حيث يزور ابنه السلطان. نشرت الحكاية لأول مرة عام 1839.

## الملخص
شاب يبدد ميراثه حتى يتبقى له القليل من شلنات ونعال وثوب قديم. يرسل له أحد الأصدقاء صندوقاً يحتوي على توجيهات لحزم أمتعته والنزول عنه. ليس لديه ما يحزمه، يدخل الصندوق بنفسه. الجذع مسحور ويحمله إلى أرض الأتراك. يستخدم الجذع لزيارة ابنه السلطان المحجوزة في برج بسبب نبوءة أن زواجها لن يكون سعيداُ.

## التحليلات
الشاعرة الإنجليزية جوليا باردو، عند تقديمها لمجموعة «ألف يوم ويوم واحد», وهو مجموعة من الحكايات الشعبية في الشرق الأوسط، أشارت إلى أن حكايتها «قصة الأميرة شيرين» كانت «الأساس» لقصة أندرسن.

## الاقتباسات
- في عام 2014، عرض مسرحي موسيقي مقتبس عن «الجذع الطائر» من تأليف عينة بوبي (كتاب وكلمات وموسيقى) بموسيقى من تأليف جوش هونتس وعينة كاتي وعينة كونور، ، أريزونا.[1] فاز هذا التعديل بجائزة فنون الشاب الوطنية لعام 2014 لأفضل موسيقى موسيقية جديدة.[2]

## أنظر أيضا
- فيلهلم بيدرسن، أول رسام لقصص أندرسن الخيالية

## روابط خارجية
- ترجمة جان هيرشولت «الجذع الطائر»
- دن flyvende Kuffert النص الدنماركي الأصلي
- المخطوطة الأصلية متحف مدينة أودينس